# Emerson College

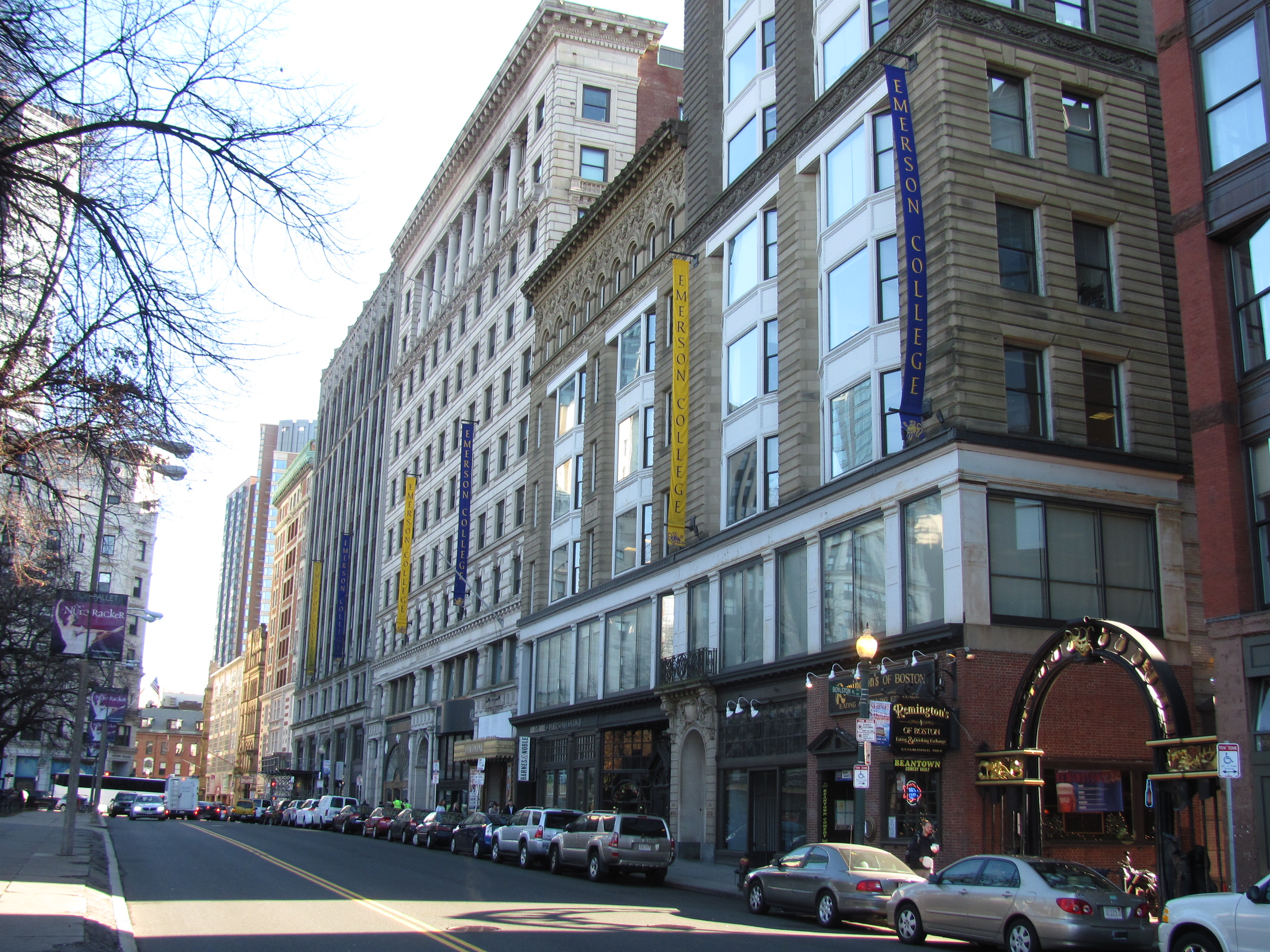
Emerson College

Emerson College is een Amerikaanse particuliere universiteit in Boston in de staat Massachusetts, opgericht in 1880.
Onder de voormalige studenten bevinden zich talkshowhost Jay Leno, acteur/regisseur Henry Winkler en regisseur Lilly Wachowski.
Emerson College heeft ook een locatie in Nederland: Kasteel Well in Well, Limburg.